# Saison 1971-1972 du MO Constantine
Chronologie
Saison précédente Saison suivante

## Championnat

### Classement
Système de points
- Victoire : 3pts
- Nul : 2pts
- Défaite : 1pt

| Place | Club           | Points | Joué | Victoire | Nul | Défaite | Buts pour | Buts contre | D i f f |
| ----- | -------------- | ------ | ---- | -------- | --- | ------- | --------- | ----------- | ------- |
| 1er   | MC Alger       | 70     | 30   | 14       | 12  | 4       | 48        | 28          | +20     |
| 2e    | CR Belcourt    | 68     | 30   | 15       | 8   | 7       | 57        | 30          | +27     |
| 3e    | MO Constantine | 68     | 30   | 14       | 10  | 6       | 46        | 32          | +14     |
| 4e    | MC Oran        | 67     | 30   | 12       | 13  | 5       | 36        | 29          | +7      |
| 5e    | ES Sétif       | 61     | 30   | 11       | 9   | 10      | 36        | 37          | -1      |
| 6e    | RC Kouba       | 60     | 30   | 11       | 8   | 11      | 51        | 39          | +12     |
| 7e    | ASM Oran       | 60     | 30   | 11       | 8   | 11      | 37        | 37          | -       |
| 8e    | NA Hussein Dey | 59     | 30   | 11       | 7   | 12      | 31        | 20          | +11     |
| 9e    | JS Kabylie     | 59     | 30   | 10       | 9   | 11      | 38        | 42          | -4      |
| 10e   | JSM Tiaret     | 59     | 30   | 10       | 9   | 11      | 34        | 44          | -10     |
| 11e   | HAMR Annaba    | 59     | 30   | 7        | 15  | 8       | 25        | 32          | -7      |
| 12e   | CS Constantine | 58     | 30   | 10       | 8   | 12      | 26        | 31          | -5      |
| 13e   | USM Bel-Abbès  | 57     | 30   | 6        | 15  | 9       | 24        | 30          | -6      |
| 14e   | WA Tlemcen     | 57     | 30   | 8        | 11  | 11      | 39        | 51          | -12     |
| 15e   | USM Alger      | 55     | 30   | 9        | 7   | 14      | 38        | 47          | -11     |
| 16e   | ES Guelma      | 43     | 30   | 3        | 7   | 20      | 25        | 63          | -43     |

### Résultats
En cours de construction!

## Coupe
En cours de construction !